# لوحة المفاتيح ويبي

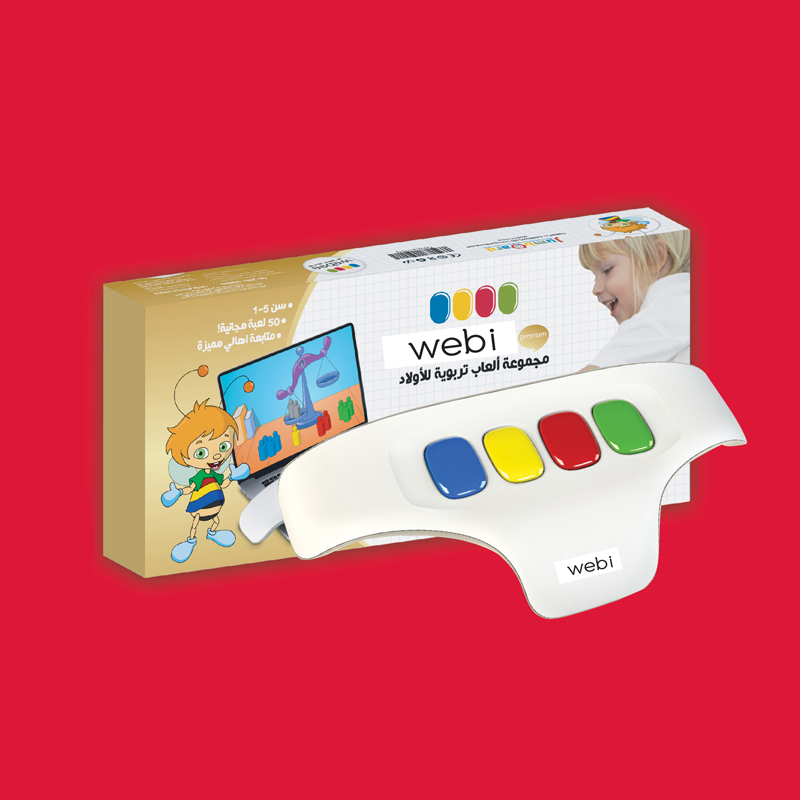

لوحة مفاتيح ويبي الخاصة بالأطفال (بالإنجليزية: WeBee)  لعبة إلكترونية تعليمية تحوي أكثر من 55 لعبة ,
ابتدأ تسويق لوحة المفاتيح في العالم منذ عام 2017 اما في الوطن العربي ابتدأ التسويق في اوائل 2019. تعمل الويبي على ثلاث محاور اساسية في تطوير واستقطاب الأطفال من جيل سنة حتى 6 سنوات.
- التسلية
- الإثراء
- وإثارة الاهتمام